# Micro Maniacs
Micro Maniacs (w Stanach Zjednoczonych pod tytułem Fox Kids.com Micro Maniacs Racing) – komputerowa gra wyścigowa, stworzona w oparciu o produkcję studia Codemasters – Micro Machines i wydana przez THQ. W Micro Maniacs gracz nie ściga się przeróżnymi samochodami, tylko laboratoryjnie pomniejszonymi ludźmi o nadprzyrodzonych mocach. Trasami wyścigowymi są między innymi: stoły kuchenne, trawnik, biuro i dziecięcy pokój. W Japonii gra wyszła pod tytułem Denku Sekka Micro Runner.

## Fabuła i rozgrywka
Głównym bohaterem gry jest tajemniczy doktor Minimizer, którego ani razu nie widać na ekranie. Jest dostępny jego pamiętnik, z którego można dowiedzieć się o przyczynach i skutkach jego eksperymentu. Każda z postaci, którą Minimizer stała się obiektem jego eksperymentu, ma swoją historię i zakończenie, które zostanie odblokowane po wygraniu przez gracza odpowiedniej liczby wyścigów.
Na każdej trasie wyścigowej są do zdobycia tak zwane "power-upy". Są one potrzebne, by postaci kierowanej przez gracza podwyższyła się moc. Każda postać może uzbierać tylko 4 "power-upy" i ma do dyspozycji dwa różne ataki. Wyścigowiec nie może wykorzystywać swojej mocy, jeśli nie zebrał choćby jednego "power-upa". Sama rozgrywka nie różni się zasadniczo od rozgrywki znanej z gier Micro Machines – z tym wyjątkiem, że zamiast małych samochodów, są do dyspozycji pomniejszeni ludzie. W niektórych wyścigach, jednakże, bohaterowie nie ścigają się w biegach, tylko np. na deskorolkach, pszczołach lub skuterach wodnych.